# قواعد بازی (فیلم)
«قواعد بازی» (انگلیسی: Rules of the Game) فیلمی در ژانر ماجرایی اکشن و کمدی محصول سال ۲۰۱۴ است.